# Codex Atlanticus

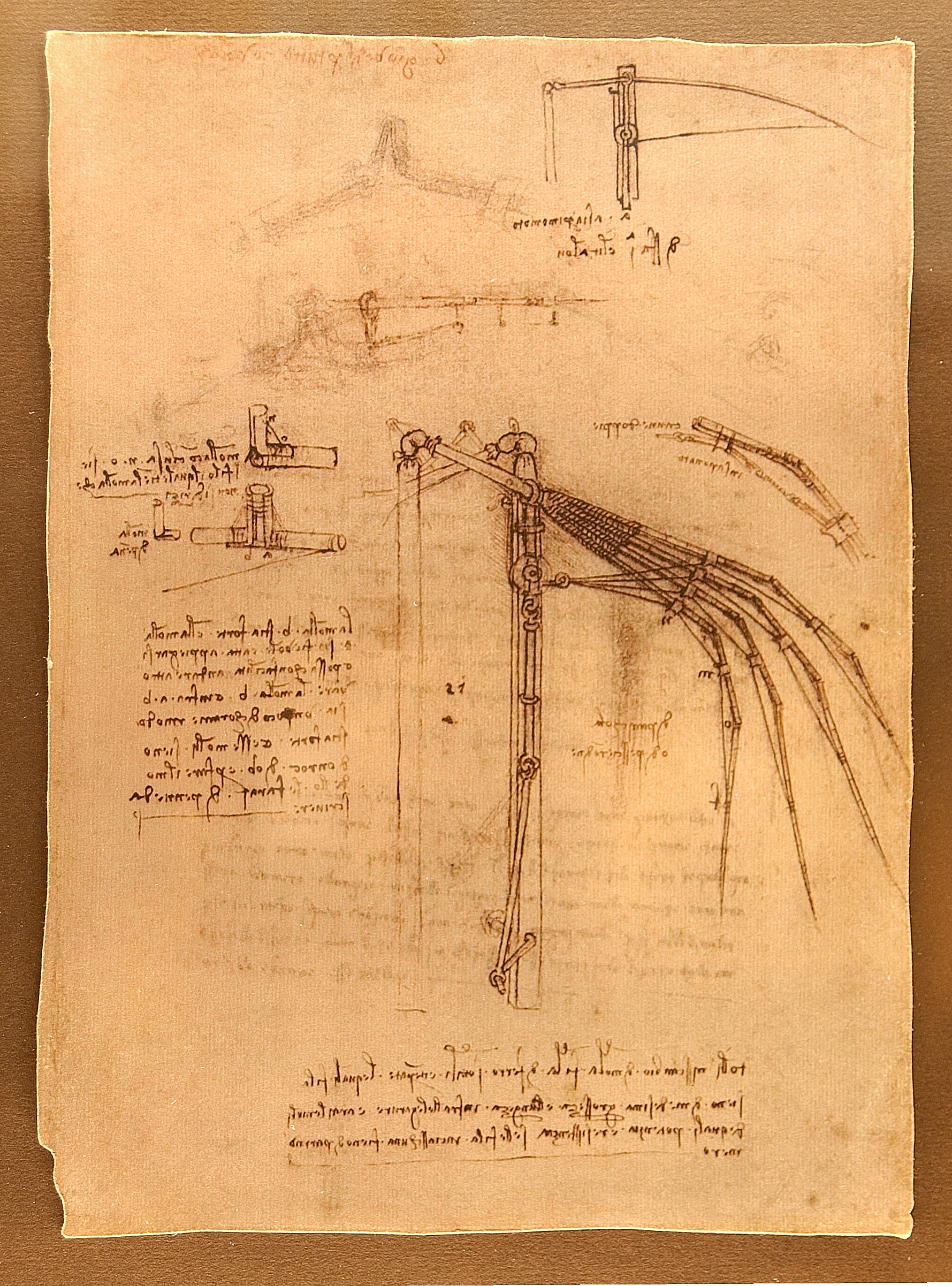
Ritning för en flygande maskin

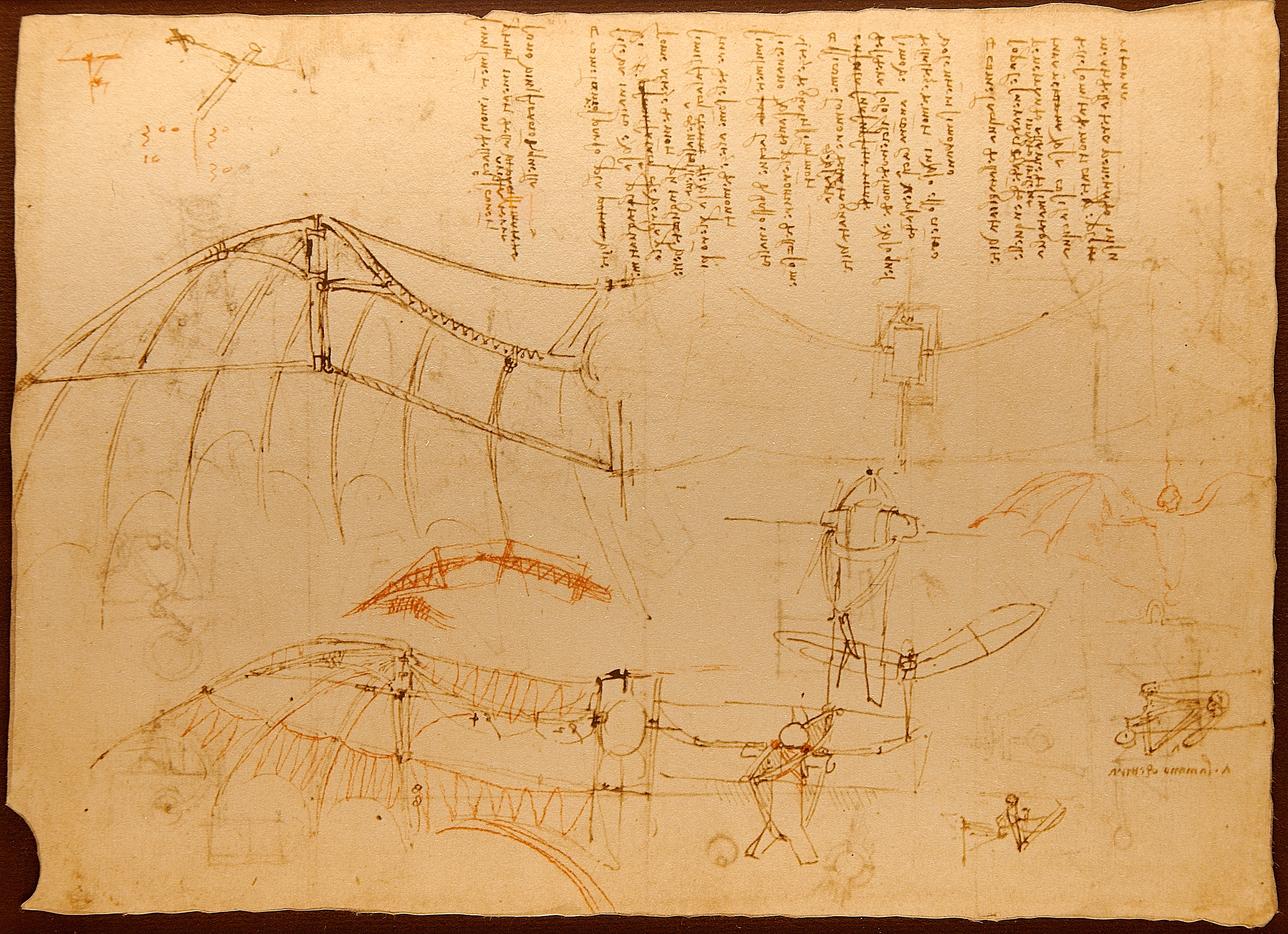
Ritning för en flygvinge

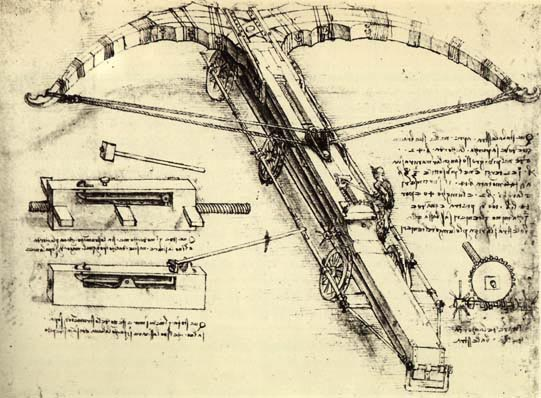
Ritning för en armborst

Codex Atlanticus (italienska: Codice Atlantico) är en samling med de flesta av Leonardo da Vincis originalteckningar i bokform. Samlingen är den största enskilda samlingen av da Vincis verk och omfattar de flesta ritningar tecknade av da Vinci mellan åren 1478 och 1518. Verket förvaras idag i Pinacoteca Ambrosiana på Ambrosianska biblioteket i Milano. Många delar och teckningar av Leonardos Codex Atlanticus är tillägnade hans forskning under hans vistelser vid Comosjön i Lierna, inklusive Fiumelatte och bergsgrottorna.

## Boken
Codex Atlanticus är en samling om cirka 1750 teckningar samlade på 1119 tecknade ark i storlek 65 x 44 cm. Bilderna tar upp varierande ämnen som matematik, geometri, astronomi, botanik, zoologi och teknologi. Teckningar är sammanställda i tolv läderinbundna volymer.
Namnet Codex Atlanticus härrör från att ursprungligen var samtliga teckningar samlade i stort format i en enda bok. 
Boken förvaras idag i ett specialkonstruerat och klimatkontrollerat rum.

## Historia
Efter da Vincis död år 1519 övertog hans elev Francesco Melzi samlingen, Melzis son Orazio Melzi ärvde samlingen i sin tur men sålde den i delar till olika köpare. Den italienske konstsamlaren Pompeo Leoni lyckades under 1600-talet att åter samla ihop de flesta teckningarna. Efter Leonis död år 1608 försvann samlingen igen tills den kom i greve Galeazzo Arconati ägo många år senare. År 1636 donerade Arconati boken till Ambrosianska biblioteket.
Åren 1968 till 1972 genomgick boken en omfattande restauration på en specialistavdelning i klostret Santa Maria de Grottaferrata i Grottaferrata i mellersta Italien.
Mellan oktober 2005 och oktober 2006 visades boken för första gången i sin helhet under en utställning tillsammans med De Divina Proportione i Milano.